# Bruyères-le-Châtel
Bruyères-le-Châtel is een gemeente in het Franse departement Essonne (regio Île-de-France) en telt 3015 inwoners (2005). De plaats maakt deel uit van het arrondissement Palaiseau.
In de gemeente ligt het Autodrome de Linas-Montlhéry.

## Geografie
De oppervlakte van Bruyères-le-Châtel bedraagt 12,9 km², de bevolkingsdichtheid is 233,7 inwoners per km².
De onderstaande kaart toont de ligging van Bruyères-le-Châtel met de belangrijkste infrastructuur en aangrenzende gemeenten.

## Demografie
Onderstaande figuur toont het verloop van het inwonertal (bron: INSEE-tellingen).